# Pape
Pour les articles homonymes, voir Pape (homonymie) et Pape (titre).
Le pape, aussi appelé le souverain pontife ou encore le Saint-Père, est l'évêque du diocèse de Rome, le chef de l'Église catholique et le chef d'État monarchique du Vatican, un micro-État de 44 hectares enclavé dans la ville de Rome. 
Selon la tradition et la doctrine catholiques, que ne partagent pas les autres confessions chrétiennes, l'autorité du pape se transmet par succession depuis l'apôtre Pierre, ce qui lui confère, au-delà d'une primauté d'honneur, le suprême et plein pouvoir de juridiction sur l'Église catholique en matière de foi, de discipline et de gouvernement de celle-ci.
La façon de concevoir et d'exercer cette autorité a évolué au cours des siècles, tout comme l'élaboration de la doctrine de la primauté pontificale ou du dogme de l'infaillibilité. En outre, sur le plan temporel, les papes ont été les princes souverains des États pontificaux du VIIIe à la fin du XIXe siècle, avant que ceux-ci ne soient intégrés au royaume d'Italie en 1870.
Un pape est élu par le collège des cardinaux, réunis en conclave après la mort ou la renonciation de son prédécesseur. Le pape actuel, qui est le  267e selon le comput catholique, est Robert Francis Prevost qui, élu le 8 mai 2025, règne sous le nom de Léon XIV.

## Titre

### Étymologie et usage

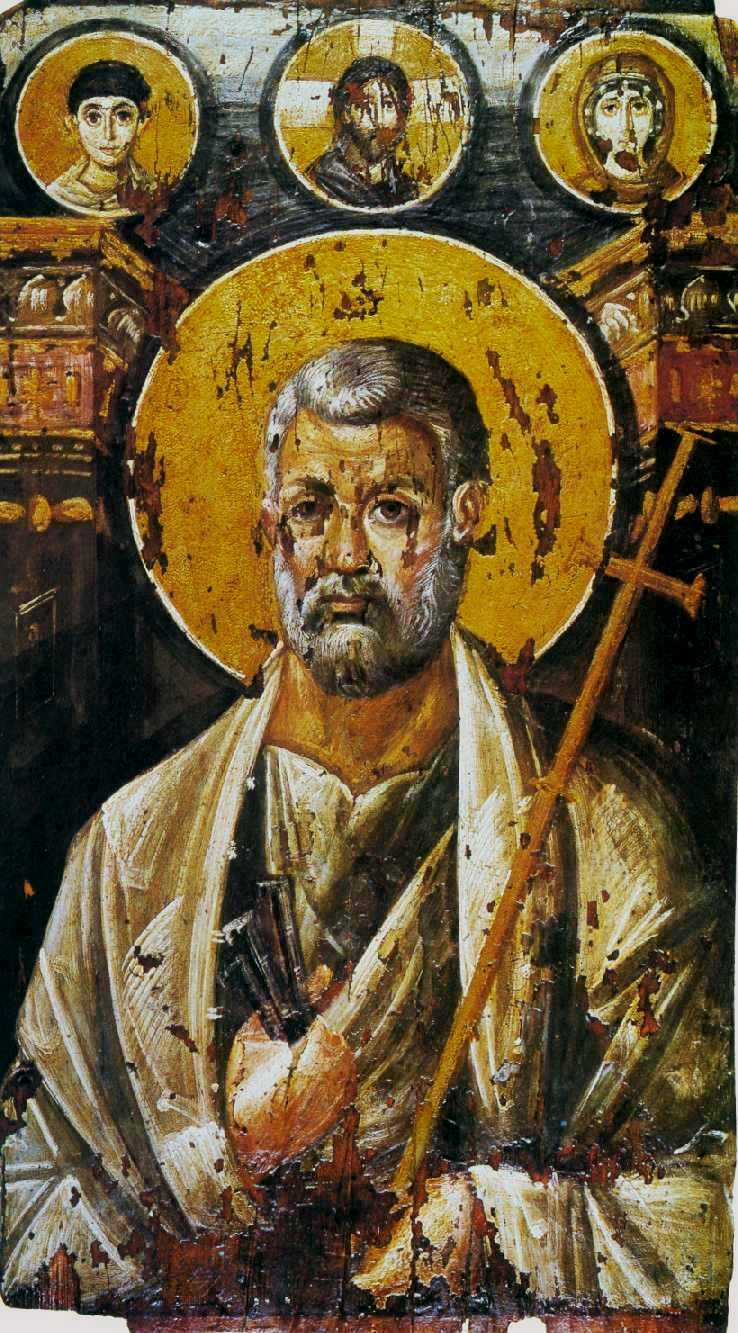
L'apôtre Pierre, peinture à l'encaustique, VIe siècle, monastère Sainte-Catherine du Sinaï.

S'il s'agit de l'appellation la plus populaire de l'évêque de Rome, à l'origine, le terme « pape » n’a rien d’un titre officiel ; il provient du latin ecclésiastique papa qui provient lui-même du grec ancien πάπας (papas), une forme tardive du mot πάππα (pappa), un terme familier et affectueux du langage enfantin qui désigne le père (« papa »). Cette marque de vénération affectueuse, déjà présente chez Homère, est adoptée dans le christianisme oriental pour honorer les épiscopes puis les évêques, voire les prêtres.
Apparu en Occident au début du IIIe siècle, le titre est progressivement réservé aux évêques locaux, appliqué par exemple aussi bien à Cyprien de Carthage qu'à Augustin d'Hippone, mais également à l'évêque d'Alexandrie Héraclas (v. 250), dont les successeurs à la tête de l'Église copte orthodoxe conservent encore le titre de nos jours.
La première attestation épigraphique liée à l'évêque de Rome se trouve dans la catacombe de Saint-Calixte, sur le cubiculum d'un diacre nommé Severus à propos de l'évêque Marcellinus (296–304) : « jussu pp [papae] sui Marcellini ». Depuis lors, l'abréviation de « papa » en « PP » se généralise, notamment dans la signature pontificale. Le titre tend alors à devenir spécifique à partir de la fin du IVe siècle, mais la précision « Papa urbis Romae (aeternae) » (« Pape de la ville (éternelle) de Rome »), atteste d'un usage encore généralisé à l'ensemble des évêques.
Au VIe siècle, le titre papa est utilisé par la chancellerie de Constantinople pour s'adresser à l'évêque romain, un titre dont, à partir du VIIIe siècle, ses successeurs font usage pour se désigner eux-mêmes sans spécification. En 998, le concile de Pavie enjoint à l'archevêque Arnulfe II de Milan de renoncer à cette titulature, qui est réservée depuis la fin du XIe siècle au primat de Rome — « quod hoc unicum est in mundi » (« parce qu'il est unique au monde ») — à la suite du Dictatus papæ de Grégoire VII.
Le terme « papauté » (en latin : papatus), de création tardive est utilisé pour la première fois par Clément II (1046-1047) afin de marquer la supériorité de l'évêque de Rome sur l'épiscopat (en latin : episcopatus).
Le mot « pontificat » dérive quant à lui de l'un des titres du pape, « souverain pontife », qui provient du latin summus pontifex — une titulature calquée sur le titre de « pontifex maximus » (« pontife suprême ») porté par le grand prêtre à la tête du collège des pontifes dans la Rome antique puis par l'empereur de Byzance jusqu'au VIe siècle — et est attribuée à certains évêques et métropolites à partir du Ve siècle. À partir du XIe siècle, cette titulature devient une prérogative de l'évêque de Rome et devient le titre le plus employé pour désigner le titulaire du siège romain. Le titre de « Pontifex maximus » est pour sa part repris à la fin du XIVe siècle par le pape Boniface IX (1389-1404).
Le pape n'est pas un « chef spirituel », car selon la foi catholique il reçoit sa mission du Christ lui-même, en tant qu'évêque de Rome et successeur de l'apôtre Pierre : veiller et présider à l'unité de tous les diocèses gouvernés par les évêques en communion avec Rome.

### Évêque de Rome

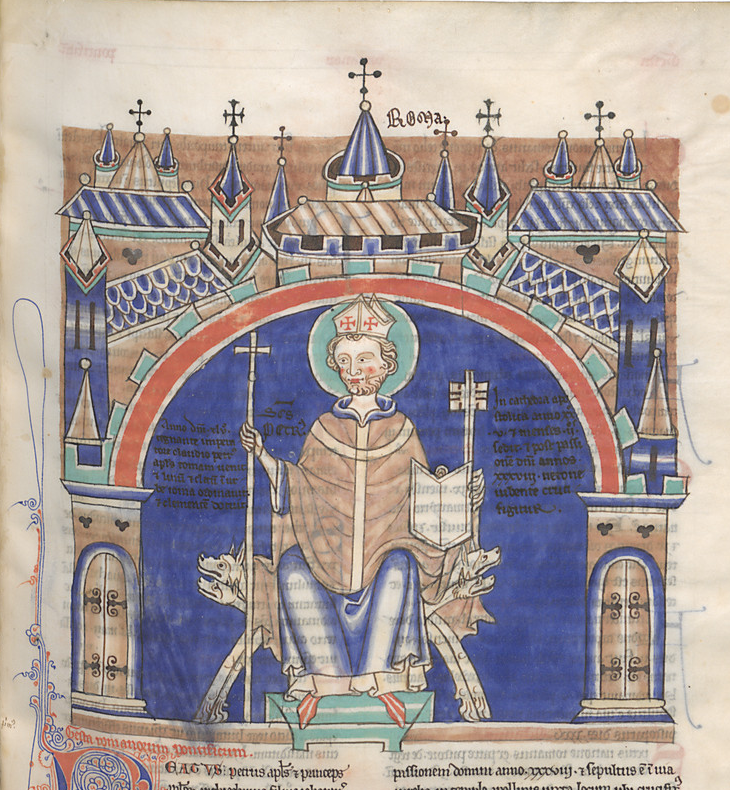
Représentation d'un pape dans le Liber floridus (1120), BNF.

L'Église romaine a toujours proclamé sa fondation apostolique, sur laquelle elle base l'autorité magistérielle dont elle se prévaut et que les titulaires du siège de Rome affirment à la suite de l'évêque Libère (352-366), le premier à utiliser l'expression de « Siège apostolique » (Sedes apostolica).
L'affirmation par les papes de Rome de leur primauté, effective et non pas seulement honorifique, qui place d'office quiconque la refuse dans la position de schismatique ou d'hérétique, n'est acceptée ni par les Églises d'Orient, ni par les Églises protestantes. Cependant, dans l'Église catholique, cette primauté effective découle ipso facto du fait qu'il est l'évêque de Rome. Ainsi, la seule titulature officielle du pape dans l'Antiquité est le mot « évêque », (sous-entendu : de la ville). Aujourd'hui encore, dans les documents les plus solennels, le pape signe de ce seul titre d'« évêque de l'Église catholique » (comme on le voit au paraphe du pape Paul VI sur toutes les constitutions et les décrets du concile Vatican II : « Ego PAULUS Catholicae Ecclesiae Episcopus », ou bien accompagné de la formule grégorienne : « Ego, N., episcopus, servus servorum Dei ».

## Histoire

### Émergence de l'épiscopat

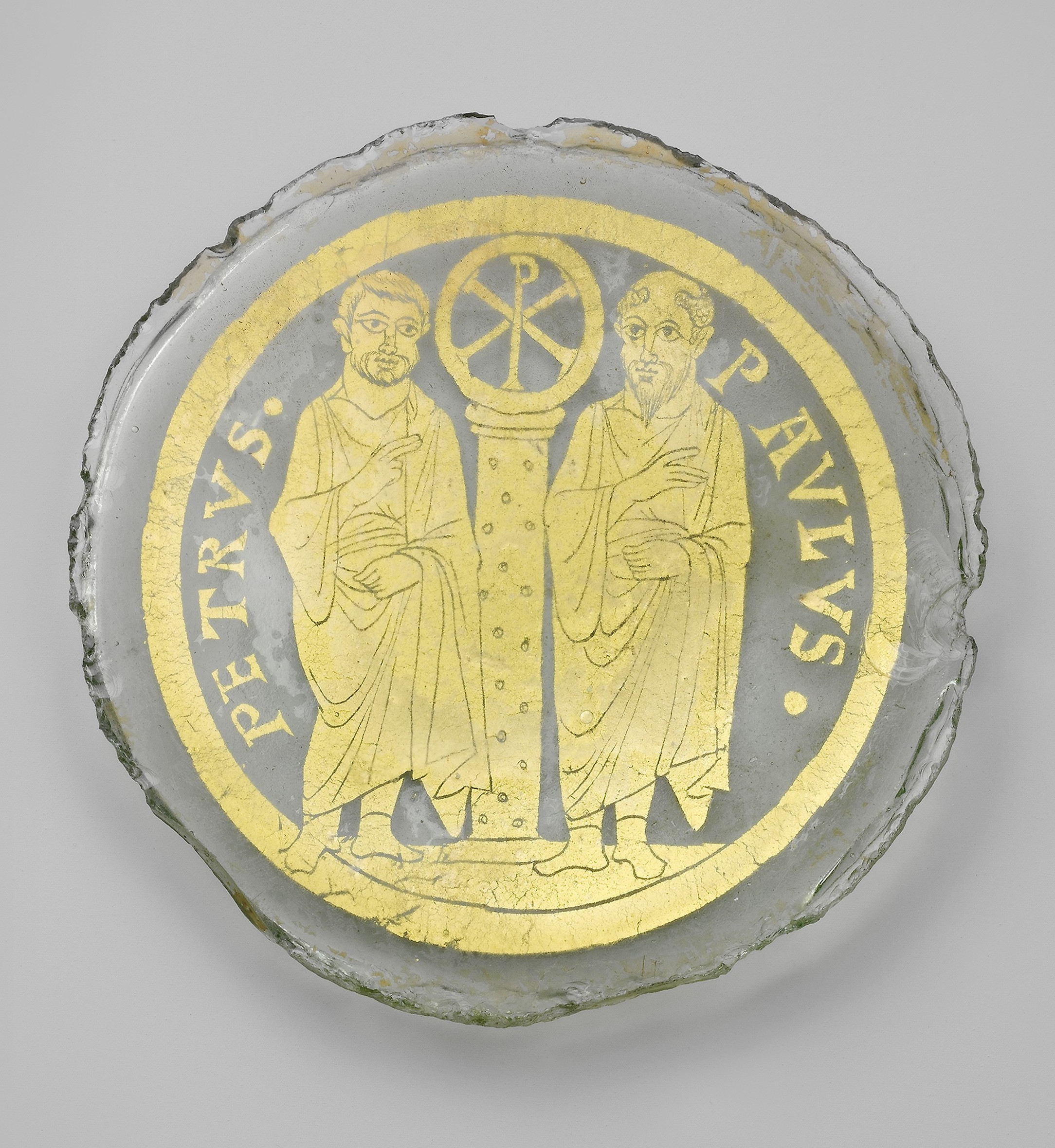
Saints Pierre et Paul flanquant une colonne surmontée d'un christogramme, verre et or, Rome, fin du IVe s.

Très tôt dans l'histoire du christianisme, Rome jouit d'un indéniable prestige dû à l'association de son nom aux martyres des apôtres Pierre et Paul ainsi qu'à la présence de leurs tombeaux dans la ville, l'un au Vatican, près de l'ancien cirque de Néron, et l'autre sur la Via Ostiensis, aux portes de Rome. Ainsi, dès les premiers siècles de notre ère, Rome devient une ville de pèlerinages « ad limina apostolorum » (« au seuil des apôtres »). Néanmoins, dès cette époque, la figure de Paul tend à s'estomper au profit de celle de Pierre.
Des manifestations de ce prestige se trouvent dans différents témoignages du IIe siècle : une lettre d'Ignace d'Antioche adressée à cette communauté, évoque la mémoire des enseignements apostoliques dont elle est détentrice et, à la fin du siècle, Irénée de Lyon, dans une polémique contre les gnostiques, prend Rome en exemple d'une Église qui « très grande, très ancienne et connue de tous (…) a conservé la tradition des apôtres ». Cependant, aucune figure particulière n'émerge alors d'une communauté romaine dirigée par un collège de presbytres ou d'épiscopes assistés de diacres probablement jusque vers 150, époque où semble émerger un « mono-épiscopat » qui ne devient quelque peu consistant qu'avec les figures de Victor Ier (v.190) et Calixte Ier (v.217).
À partir du milieu du IIIe siècle, la communauté romaine revendique explicitement sa fondation apostolique, fondement de l'autorité magistérielle dont elle se prévaut et tente de s'arroger l'autorité pétrinienne pour son seul usage ; mais ce n'est pas tant cette revendication que celles d'autorité et de primauté pontificale auxquelles elle prétend qui occasionneront nombre de débats, voire de schismes.

### Émergence de la papauté
Pendant le IVe siècle, si le siège de Rome ne prend pas directement part aux principaux débats théologiques, l'évêque de Rome envoie néanmoins des légats, prêtres ou évêques, pour le représenter aux conciles qui débattent des questions doctrinales.
Dans ce contexte, le canon 6 du concile de Nicée (325) confirme les privilèges des patriarcats métropolitains d’Alexandrie, de Rome, d’Antioche et de Jérusalem. Ce même canon cite en exemple l'évêque de Rome pour son autorité métropolitaine, son autorité toutefois limitée et quelque peu contestée dans l'Italie septentrionale où son intervention se heurte à celle de l'évêque de Milan, la résidence impériale.

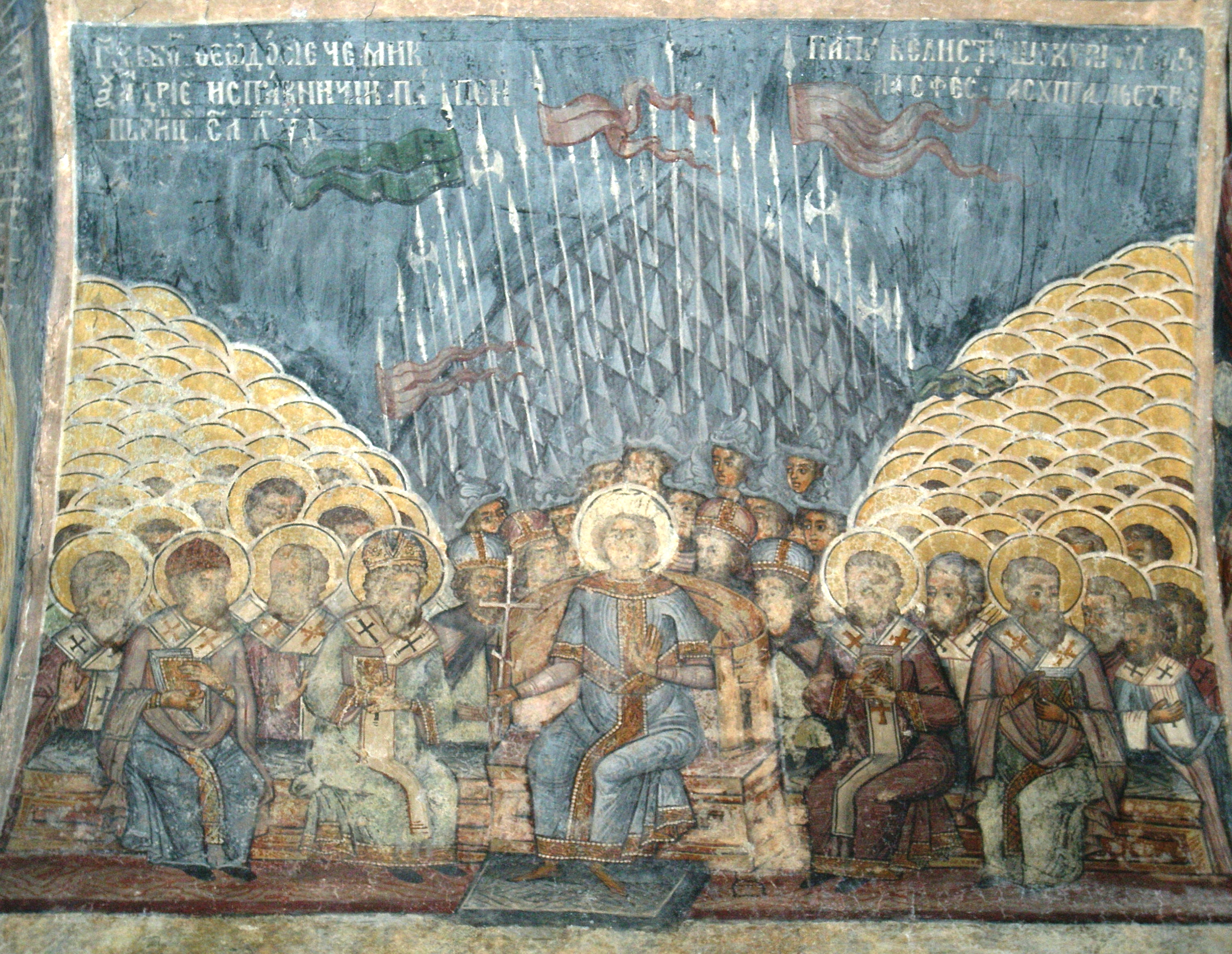
Le premier concile de Constantinople (381), fresque de l'église du monastère Stavropoleos, Bucarest (Roumanie).

Le canon 3 du concile de Constantinople (381) stipule que « l'évêque de Constantinople doit avoir la primauté d'honneur après l'évêque de Rome, car cette ville est la nouvelle Rome ». À Rome, Damase Ier (366-384), premier évêque de l'Urbs à revendiquer le primat romain en s'appuyant sur le passage de Matthieu 16, 18 « Tu es Pierre et sur cette pierre, je bâtirai mon Église », entend définir la foi universelle dans son Tomus Damasi. L'action énergique de Damase en faveur de l'organisation et du renforcement du gouvernement de l'Église de Rome — tant sur le plan juridique qu'administratif — ainsi que la structuration de la communauté chrétienne locale sur les plans liturgique et matériel marque une étape décisive sur la voie de la reconnaissance de l'importance du siège romain, même si son influence reste encore largement cantonnée à l'Italie suburbicaire.
Pour Innocent Ier (378-417), évêque de Rome durant la période de la prise de Rome par Alaric, toute question liturgique ou disciplinaire doit être soumise à l'évêque romain qu'il considère comme « à la cime et à la tête de l'épiscopat » tandis qu'en 422, Boniface Ier utilise pour la première fois la notion de principatus jusque là réservée à l'autorité impériale.
En 451, et malgré les protestations des délégués romains, le canon 28 du concile de Chalcédoine fait de Rome et de Constantinople des sièges égaux en dignité. Si l'évêque de Rome Léon Ier (440-461) — qui formule pour la première fois explicitement la revendication d'une primauté universelle du siège romain — s'oppose lui-même à ce canon, il obtient une avancée significative de la cause romaine avec la reconnaissance par le concile de son Tome à Flavien. Cette avancée prend de la consistance au sein des épiscopats d'Occident au moins sur un plan spirituel. Le plan juridictionnel ou administratif dans les affaires des autres diocèses reste toutefois à conforter.
Au cours des siècles qui suivent la déliquescence de l'Empire d'Occident, dans la deuxième moitié du VIe siècle, l'exarchat de Ravenne, qui administre l’Italie pour l’empire byzantin, voit son territoire et sa puissance grandement amenuisés par les invasions lombardes.[réf. nécessaire]

### Affirmation de la papauté

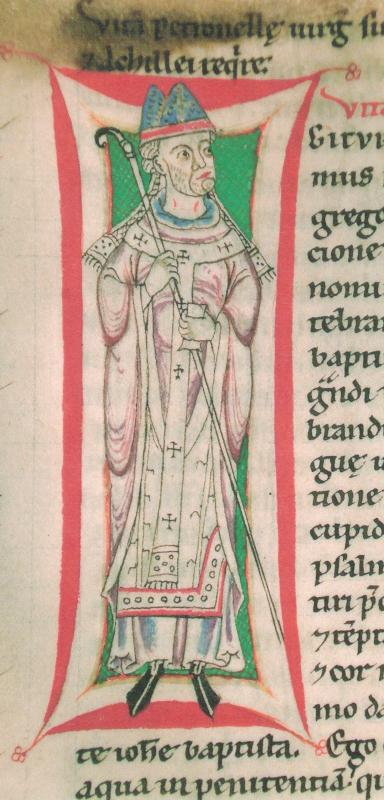
Grégoire VII, miniature tirée de la Vita Gregorii VII de Paul de Bernried, c. 1130, Bibliothèque de Saint-Gall.

Outre la prééminence au sein des églises chrétiennes, le siège romain cherche également à élever sa position face au pouvoir temporel avec les pontificats de Gélase Ier (491-494) puis de Symmaque (498-514) marqué par l'apparition des éléments qui seront constitutifs de la Donation de Constantin. Cette forgerie, datant de la seconde moitié du VIIIe siècle, est issue des milieux pontificaux . Selon cette forgerie, le pape Sylvestre Ier aurait converti l'empereur Constantin et qui fait de l'évêque de Rome « le plus élevé et le premier des prêtres dans le monde ».
Dès Pélage Ier (556-561), la papauté entretient un trésor qui est alimenté par les propriétés de l'Église romaine situées dans le Latium, la Sabine, la Campanie. Puis, Grégoire Ier le Grand (590-604) est amené à se saisir de l'administration civile de la ville et du duché de Rome, et à constituer autour de la cité un patrimoine pontifical qui permet de subvenir matériellement aux besoins de la population romaine.[réf. nécessaire]
À la fin du XIe siècle commence la période connue sous le nom de « réforme grégorienne » qui tire son nom du pape Grégoire VII (1073-1085) et s'étale du milieu de ce siècle au concile de Latran IV (1215). Les évêques de Rome multiplient les initiatives de centralisation et d'unification de la chrétienté latine — qui causent par ailleurs à terme l'éloignement définitif avec l'Église orientale. Ainsi, la papauté et ses soutiens font évoluer l'Église romaine qui, de l'institution imbriquée dans les structures sociales et politiques qu'elle constituait jusque-là, évolue vers une institution indépendante revendiquant, bien au-delà de la sphère religieuse, la soumission de toute forme de pouvoir séculier ainsi que des populations à la juridiction du pontife romain, au nom du dominium universel de Dieu dont le pape est le représentant.
Au XIIIe siècle, l'issue favorable à la papauté de la fin du conflit entre le sacerdoce et l'Empire, ainsi que l’affaiblissement durable de la puissance impériale germanique qui en résulte, marquent l'apogée de la puissance pontificale, la papauté s'étant peu à peu muée en un régime théocratique, voire hiérocratique.

### Contestations

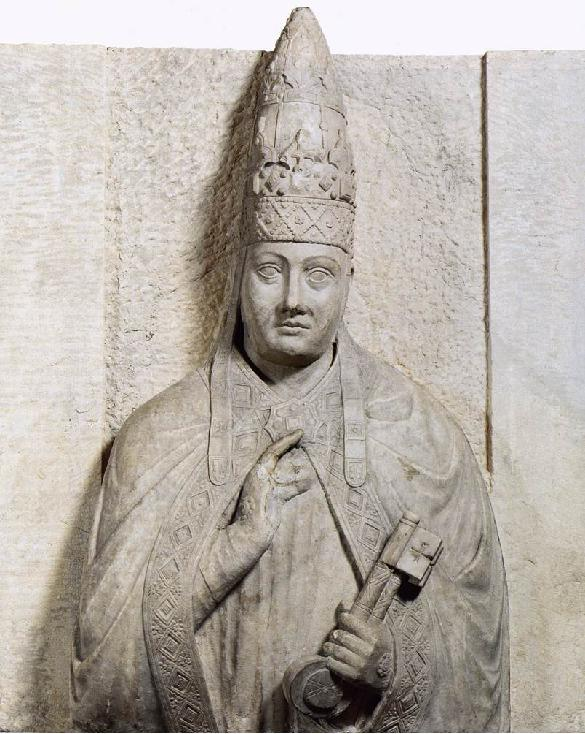
Sculpture funéraire de Boniface VIII portant une tiare à deux couronnes, Arnolfo di Cambio, c. 1300, Museo dell'Opera del Duomo.

Cet état de fait suscite l'émergence d'un certain anticléricalisme et le renforcement progressif des États séculiers entame progressivement cette domination : les litiges entre la papauté et les puissances séculières se multiplient, notamment au sujet du poids que font peser les exigences financières de Rome sur les clercs voire sur l'ensemble de la population. Ces contestations atteignent un paroxysme avec la crise qui oppose le roi de France Philippe le Bel au pape Boniface VIII. Ce dernier porte en 1305 un coup d’arrêt définitif aux ambitions romaines avec l'« attentat d’Anagni », et amorce le déclin de l'affirmation de la théocratie pontificale avec l'installation de la papauté à Avignon, marquant par ailleurs la fin des cours papales nomades.
Par ailleurs, au sein même de l'institution ecclésiale, un sentiment antiromain et une contestation ecclésiologique grandissants se font jour, dont résulte notamment une crise pontificale connue sous le nom de « Grand Schisme d'Occident » (1378-1417) : durant cette période, différentes factions revendiquent simultanément le trône épiscopal, si bien qu'il y a jusqu'à trois papes différents qui coexistent à plusieurs reprises. En outre, la question de savoir si le pape est le délégué de l'Église ou son maître divise également le christianisme latin, débouchant ainsi la « Crise conciliaire » (1414-1449), opposant les tenants d'une direction unique et ceux d'un gouvernement collégiale.
À l'issue de cette période, la légitimité de l'évêque romain est renforcée, le parti conciliariste est discrédité et, par la suite, les conciles deviennent exceptionnels dans la vie de l'Église romaine. D'un autre côté, le pouvoir politique profite de la crise pour renforcer l'indépendance des Églises nationales et l'indépendance des États vis-à-vis de Rome.

### Reconfigurations

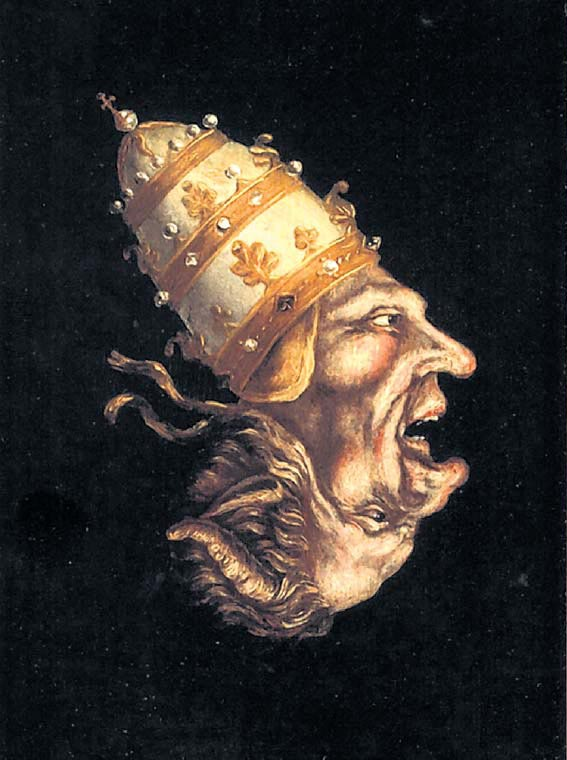
Caricature protestante du XVIe siècle représentant l'Église catholique sous la double apparence du pape et du diable.

Consécutivement à la Réforme qui divise la chrétienté occidentale, tandis que le pouvoir séculier connaît un affaissement temporaire à partir de la seconde moitié du XVIe siècle, une politique plus active de la papauté multiplie les promulgations normatives : l’épiscopat occidental resté attaché à Rome tend à de plus en plus se référer au Saint-Siège où Pie IV, en instituant la Congrégation du concile, réserve à l'évêque de Rome le droit exclusif d’interprétation du concile de Trente, chargé, quelques années plus tôt de définir le dogme et réformer l'Église. En outre, la doctrine relative à la primauté romaine se durcit, au point que le jésuite Robert Bellarmin (1542-1621) envisage « l’Église comme une monarchie pontificale et l’autorité du pape comme le garant suprême de la vérité ».
Néanmoins, cette conception et l’effet croissant du centralisme romain suscitent de sérieuses oppositions jusqu'à la fin du XVIIIe siècle: gallicanisme en France ou, dans le Saint-Empire, épiscopalisme, fébronianisme et joséphisme qui place l'administration religieuse de l'Église romaine sous la tutelle de l'Empire. Par ailleurs, au XVIIIe siècle les États pontificaux se trouvent dans une piètre situation tant sur le plan économique que politique : si la ville de Rome reste attractive, le territoire, miné par le gouvernement d'une curie divisée en groupes rivaux, est paupérisé voire s'est vidé, son unité est entamée, les revenus venus de l'étranger décroissent et les papes n'ont plus les moyens de faire respecter ses frontières.
Pie VII (1800-1823) s'attèle à la restauration des États pontificaux, fondant sa légitimité sur le peuple de Rome, Ville Éternelle dont il se réaffirme l'évêque et le souverain temporel, comme celui de ses États, mais il entre en conflit avec Napoléon qui annexe lesdits États à l'Empire français. Ce dernier défait, les territoires pontificaux d'Italie sont restitués au Saint-Siège et se succèdent alors à sa tête trois papes zelanti qui s'opposent aux libéralismes, favorisent l'ultramontanisme et se rendent impopulaires : Grégoire XVI (1831-1846) fait même appel aux troupes Autrichiennes puis Françaises pour mater les soulèvements populaires de 1831-1832 et maintenir l'ordre. Mais cette politique du Saint-Siège dans ses États s'avère désastreuse et ruineuse, marquant l'échec des zelanti de l'avis même de certains ultramontains.

### Fin des États pontificaux

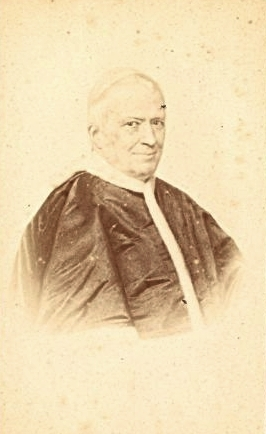
Pie IX, v. 1860, photographie d'Henri Le Lieure.

C'est alors un modéré, l'archevêque d'Imola Giovanni Maria Mastai Ferretti, qui monte sur le trône pétrinien sous le nom de Pie IX (1846-1878) ; il sera le dernier souverain de l'État de l'Église au terme d'un pontificat marqué par le révolutionnaire Printemps des peuples et ses conséquences. Pie IX, s'appuyant sur les mouvements catholiques actifs dans de nombreux pays, s'affiche en pasteur universel et nomme notamment un nombre inédit de cardinaux non italiens au Sacré Collège.
Quelques années de calme relatif, maintenu par des forces étrangères, permettent d'encourager le développement de la presse catholique et des ordres religieux dont certains voient doubler leurs effectifs mais le processus de désintégration des États pontificaux, entamé avec la guerre d'Italie opposant la France et le Piémont à l'Autriche à partir de 1859 et poursuivi avec la Révolution italienne, se clôt par l'annexion de patrimoine de Saint-Pierre par le royaume d'Italie le 20 octobre 1870.
Entretemps, afin de défendre la foi menacée, de trancher les querelles entre catholiques et d'asseoir son autorité temporelle mise à mal par les évènements, Pie IX a convoqué un concile au Vatican, dont résultent les constitutions Dei Filius — énonçant la doctrine catholique sur Dieu, la révélation, la foi et la raison — et Pastor æternus qui, en proclamant le dogme de l'Infaillibilité pontificale, procure au magistère romain, dans son enseignement ordinaire, une autorité accrue qui sera développée par les successeurs de Pie IX.

### XXesiècle

#### Crises et conflits

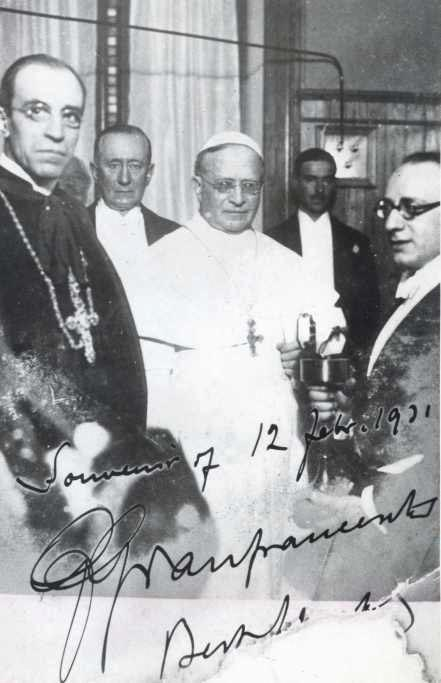
Pie XI inaugurant Radio Vatican en 1931, accompagné du cardinal Pacelli.

Bénéficiant de la proclamation de l'Infaillibilité pontificale qui accroît l'autorité de son magistère, le pontificat de Léon XIII (1878-1903), théologien politique qui aspire à rechristianiser la société dans tous les domaines et promoteur du catholicisme social, permet à la Papauté, au moyen d'une diplomatie active, de retrouver un grand prestige ainsi qu'une puissance politique effective supérieure au pouvoir temporel perdu. Son successeur Pie X (1903-1914), pape populaire issu de la méritocratie ecclésiastique, entame la modernisation de l'administration du Saint-Siège, réforme la Curie et initie la refonte du droit canonique. Adversaire du sécularisme, il multiplie mises en garde et condamnations préparées par un entourage intransigeant : le positivisme scientifique, en mettant en question les origines de l'Église, menace la Papauté qui condamne les thèses défendues par nombre d'exégètes, historiens, philosophes et théologiens, qualifiées de « modernisme ». Risquant de remettre en cause la Révélation elle-même, elles sont considérées comme athées par le pape. Certains auteurs sont frappés de censure, jetant la suspicion sur l'activité intellectuelle dont il faudra attendre plusieurs décennies avant qu'elle ne commence à se lever.
Benoit XV (1914-1922) puis Pie XI (1922-1939) sont confrontés aux catastrophes que constituent la Première Guerre mondiale, la paix manquée puis le déchaînement des nationalismes, le Saint-Siège cherchant à lutter contre ces derniers tout en respectant les nations. Le premier, condamne en termes inhabituellement durs la Grande Guerre, mais garde le silence sur les crimes de guerre et les violations du droit international, tandis que ses efforts diplomatiques restent infructueux, les vainqueurs échaudés le maintenant à l'écart des négociations de Versailles. Dénonçant régulièrement le nationalisme « immodéré », « égoïste », « contraire au Credo »… Pie XI favorise les missions ainsi que la formation de clergés indigènes dans les colonies et s'appuie en Europe sur l'Action catholique. Il s'engage également dans une politique concordataire, multipliant les accords avec les États, y compris les totalitarismes mussolinien et hitlérien qui sont censés accorder à l'Église des garanties précises.
Après les accords du Latran qui résolvent la question romaine et créent l'État de la Cité du Vatican, le pape prend soin de le doter de tous les attributs de la souveraineté, bientôt reconnue par les nations — drapeau, monnaie, police, justice, banque, gare, télécommunications… —, ainsi que d'une constitution qui instaure à la fois un état de droit et une monarchie absolue, dirigée par le souverain pontife. Critiquant le régime nazi dans la lettre encyclique Mit brennender Sorge et condamnant le totalitarisme communiste avec Divini Redemptoris, Pie XI ordonne aux universités catholiques d'organiser un enseignement contre l'antisémitisme et le racisme mais la mort l'empêche de publier une encyclique qu'il prépare à ce sujet.

### XXIesiècle
En 2005, le pape Jean-Paul II meurt après plus de 26 ans passés à la tête de l'Église. Benoît XVI lui succède. Il renonce en 2013 après 8 ans de pontificat. Un Argentin, le pape François, prend sa suite. En 2025, son successeur est Léon XIV.

## Pouvoir temporel et spirituel

### Statut canonique
Le pape, jusqu'en 1870, a été le souverain des États pontificaux. Il est aujourd'hui souverain de l'État de la Cité du Vatican sur lequel il possède la plénitude du pouvoir exécutif, législatif et judiciaire. Cette souveraineté sur un territoire, de dimension réduite, est la garantie d'indépendance de son pouvoir spirituel à l'égard des autres États du monde.
Le pape est élu à vie, mais garde la prérogative de renoncer à la charge apostolique, très rarement exercée : Célestin V, en 1294, renonce quelques mois après son élection pour terminer sa vie dans un monastère. Grégoire XII, en 1415, fait annoncer sa démission au concile de Constance. Enfin, le 28 février 2013, Benoît XVI renonce à sa charge pour raisons de santé.

### Prérogatives liturgiques
Dans le domaine liturgique, seul le pape peut célébrer de droit à l'autel majeur des quatre basiliques majeures : Saint-Pierre, Saint-Jean-de-Latran (qui est l'église cathédrale de l'évêque de Rome), Saint-Paul-hors-les-Murs et Sainte-Marie-Majeure. Un cardinal peut y célébrer, mais il lui faut un mandat d'autorisation, pratique en usage au moins depuis la Renaissance. Au XVIIe siècle, dans un tel cas, on affichait une indulgence papale sur l'un des piliers du ciborium pour le signifier à tous.

### Mode d'élection
C'est seulement à partir du XIe siècle que l'élection du pape est réservée aux cardinaux, par le Décret du Latran de Nicolas II. Antérieurement, pendant le premier millénaire, l'élection du pontife romain revenait à l'Église de Rome, où se mêlaient des clercs et quelques laïcs.
De nos jours, l'élection du pape est la prérogative exclusive du Collège des cardinaux, réunis en conclave (lieu fermé à clé) après la mort ou la renonciation du pape, et selon les dispositions de la constitution Universi Dominici gregis de Jean-Paul II (1996), et le motu proprio Constitutione Apostolica de Benoît XVI (2007). Les cardinaux, eux-mêmes créés par le pontife romain, sont électeurs jusqu'à l'âge de 80 ans.
En termes de droit canonique, le pape est investi de sa charge directement par le Christ et ne tire la légitimité de sa charge ni de la succession des papes précédents, ni même du collège qui l'a élu. Il ne peut donc pas se donner un coadjuteur ni un successeur. En sens inverse, il ne saurait recevoir de mandat impératif des cardinaux qui l'ont élu.

#### Électorabilité et éligibilité
Le collège électoral est composé des cardinaux âgés de moins de 80 ans. Le pape Paul VI en a fixé le maximum à 120, nombre que Jean-Paul II a confirmé dans la constitution Universi Dominici gregis. Cette dernière stipule qu'une majorité de deux tiers doit se prononcer pour un même nom.
Nul ne peut se déclarer « candidat » et l'élection pontificale ne comporte aucune « campagne ». La personne élue n'est pas nécessairement présente au Vatican et ce n'est pas nécessairement un cardinal ni même un ecclésiastique, en principe ce peut être un simple catéchumène. Si le nouveau pape n'est pas un évêque, Universi Dominici gregis prévoit une ordination épiscopale immédiate. Ce fut le cas en 1831 pour Grégoire XVI, qui était prêtre et cardinal, mais non évêque. Auparavant, le seul exemple connu est Grégoire X (1271). Cette règle sous-entend que l'élu est de sexe masculin, et invalide donc l'élection d'une femme (qui ne peut être ordonnée au sacerdoce). La constitution n'interdit pas l'élection d'un homme marié (de nombreux papes l'ont été), mais contraint l'élu à abandonner sa vie conjugale. En pratique, les seules personnes susceptibles d'être élues à l'époque moderne sont les cardinaux du collège : le dernier non-cardinal élu pape est Urbain VI en 1378.

#### Élection pontificale et investiture

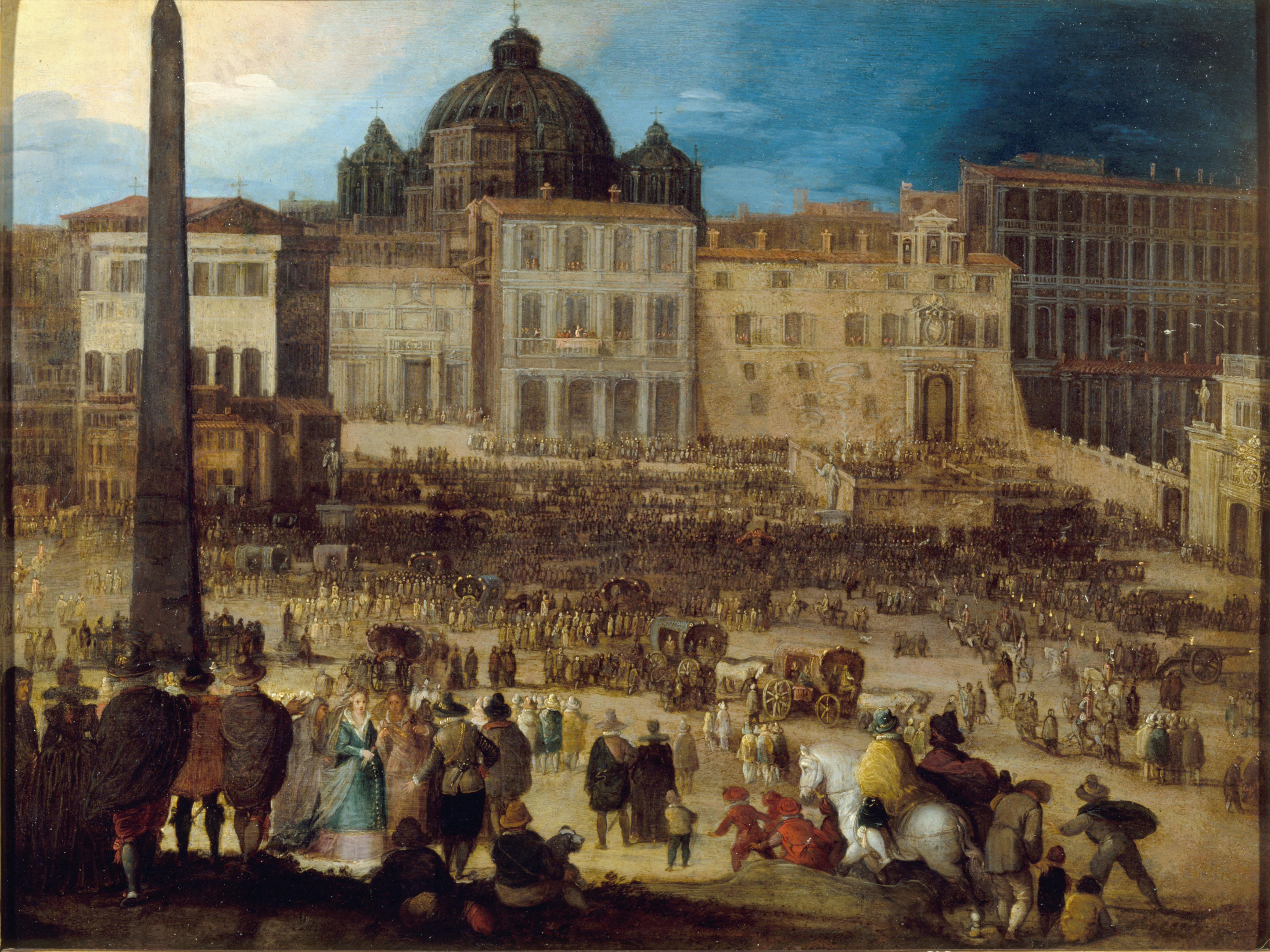
La Première Apparition de Clément VIII au balcon (1592), par Louis de Caullery.

Pour procéder à l'élection, les cardinaux se réunissent en conclave. Depuis 1878, cet événement a lieu à la chapelle Sixtine.
Avant chaque scrutin, des bulletins de vote sont distribués aux cardinaux électeurs, puis un tirage au sort désigne parmi eux trois scrutateurs, trois délégués pour recueillir les votes des malades et trois réviseurs. Ce tirage au sort est effectué par le dernier cardinal-diacre.
Débute ensuite le scrutin proprement dit. Les cardinaux électeurs ont à leur disposition des bulletins de vote rectangulaires comportant sur la partie supérieure l'inscription « Eligo in Summum Pontificem ». Chaque cardinal inscrit le nom qu'il choisit dans la partie inférieure. Il se dirige ensuite vers l'autel de la chapelle où est placé un calice recouvert d'un plateau sur lequel il dépose son bulletin plié en deux. Il prononce alors la formule : « Je prends à témoin le Christ Seigneur, qui me jugera, que je donne ma voix à celui que, selon Dieu, je juge devoir être élu », puis fait glisser son bulletin dans le calice.
Dès que tous ont voté, les scrutateurs procèdent au décompte des voix. Une fois dépouillés, les bulletins sont rassemblés à l'aide d'une aiguille le long d'un fil. Si la majorité de deux tiers n'est pas atteinte, les bulletins ainsi que les notes des cardinaux sont brûlés dans le poêle de la chapelle Sixtine et un fumigène ajouté pour donner une fumée noire. Un nouveau scrutin est organisé, aussi souvent que nécessaire jusqu'à l'obtention de la majorité requise.
Quand la majorité est atteinte, l'élu peut accepter ou refuser. S'il accepte, on lui demande aussitôt le nom de règne qu'il a choisi, ce changement de nom signifiant que ses actes ne sont plus ceux d'une personne à titre privé, mais ceux, apostoliques, du souverain pontife. Les bulletins de vote et les notes des cardinaux sont alors brûlés dans le poêle de la chapelle de façon à produire une fumée blanche. Le décompte des voix, remis au nouveau pape, est ensuite conservé dans les archives du Vatican, dans une enveloppe scellée qui ne peut être ouverte que par autorisation expresse du pontife. L'élection est annoncée par les mots Habemus papam (« Nous avons un pape ») à la foule réunie place Saint-Pierre.
Les cardinaux ont l'interdiction de divulguer la moindre information sur le déroulement de l'élection sous peine d'excommunication.

### Rémunération et imposition
Le pape ne reçoit aucune rémunération. Tous ses frais — qu'il s'agisse de nourriture, loyer, maladie, assistant ou voyage — sont réglés par l'État de la Cité du Vatican. Il ne paie pas d'impôt ni au Vatican, ni dans son pays d'origine.

### Actes pontificaux

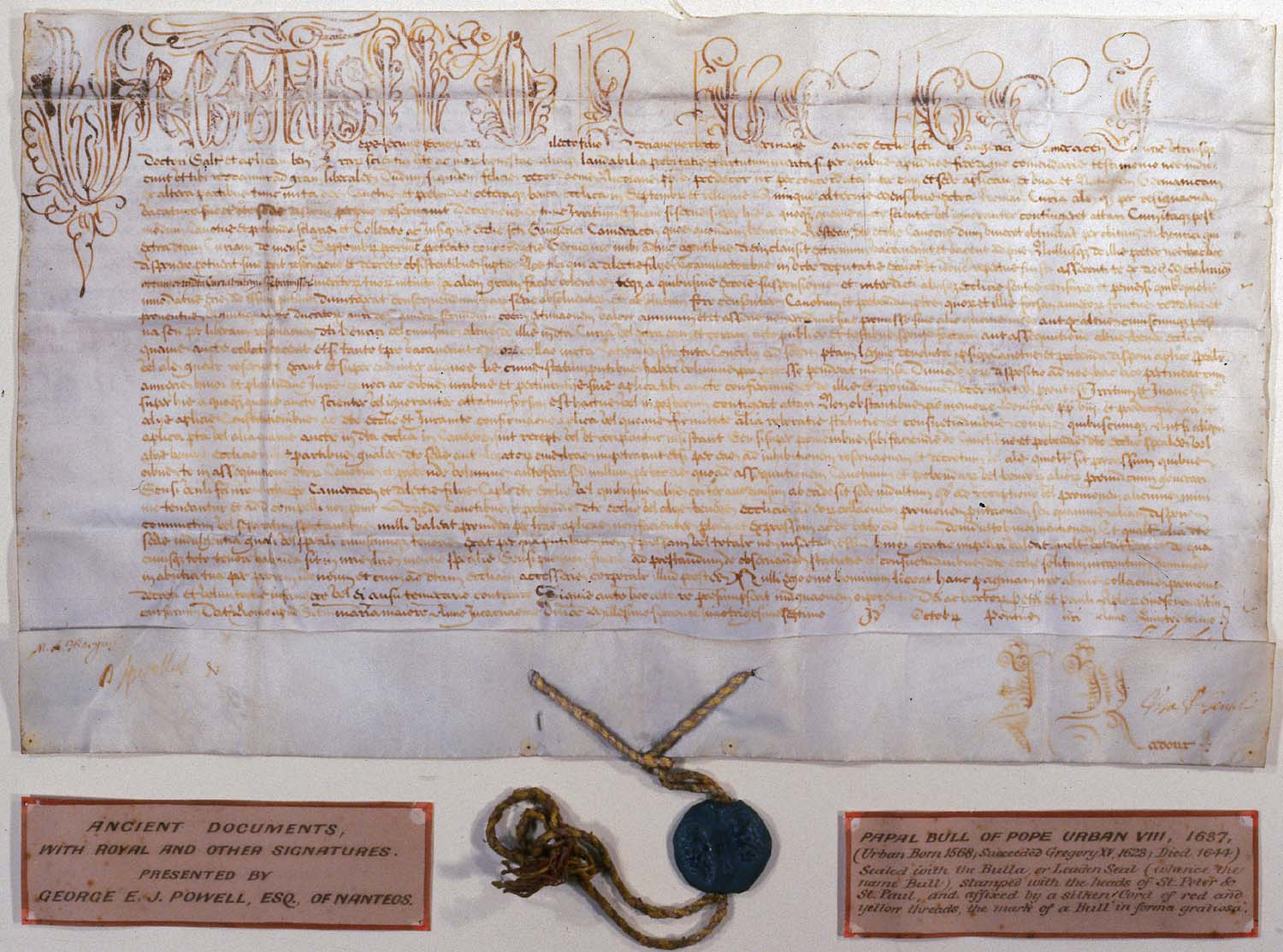
Une bulle d'Urbain VIII, 1637.

La bulle (du latin bulla, le sceau) est un document scellé par une boule de métal (d'où son nom) ou plus simplement par un cachet de cire. Une bulle est un décret en forme solennelle traitant du gouvernement de l'Église et présentant un intérêt public. C'est la forme employée pour convoquer un concile et en publier les décrets.
Le bref apostolique est un acte administratif ainsi nommé en raison de sa brièveté. Il ne comporte ni préambule ni préface. Le bref est d'importance moindre qu'une bulle. Il porte sur une décision ou une déclaration, mais il a en principe un caractère privé. Au sens strict, c'est un document scellé par l'anneau du pêcheur, qui marque l'autorité du pape. Il est scellé de cire rouge, et est souscrit par le secrétaire du pape.
La lettre apostolique s'apparente à une exhortation apostolique pour ce qui est du fond. Dans la forme, elle s'en distingue car elle est adressée à un destinataire particulier, et non à l'ensemble des évêques comme pour une exhortation apostolique ou une encyclique. C'est l'équivalent d'une lettre ouverte publiée par le pape parce qu'elle est d'un intérêt général pour l'Église.
L'encyclique (lettre circulaire) est une lettre adressée par le pape à tous les évêques. Liée à la mission d'enseignement du pape, elle expose la position officielle de l'Église sur un thème donné. Le plus souvent, elle fait abstraction des questions d'actualité, ce qui lui donne une portée générale. Tout en étant destinée aux évêques, l'encyclique s'adresse en pratique à tous les fidèles de l'Église, ces derniers étant confiés à l'enseignement de leurs évêques respectifs. Sauf précision contraire, elle n'engage pas l'infaillibilité pontificale.
La constitution apostolique (du latin constitutio apostolica) est l'équivalent d'une loi dans le domaine civil. Le qualificatif « apostolique » signifie simplement qu'elle est issue du siège apostolique. Sont désignées ainsi les décisions les plus importantes du souverain pontife concernant la foi, les mœurs et l'administration de l'Église. Elle se présente souvent sous forme de bulle.

### Signature
La signature papale prend la forme « NN. PP. x » c'est-à-dire « untel, Pontifex Primus [premier pontife], numéro tant » (ainsi, Paul VI signait « Paulus PP. VI »), et son nom est fréquemment accompagné dans les inscriptions par les abréviations « Pont. Max » ou « P.M. » — abréviation de l'ancien titre Pontifex Maximus,.
Les bulles, décrets et constitutions du pape sont signés « NN. Episcopus Ecclesia Catholicæ » (« NN. Évêque de l'Église catholique »), alors qu'elles débutent par l'appellation « NN. Episcopus Servus Servorum Dei » (« NN. Évêque, serviteur des serviteurs de Dieu »), ce dernier titre datant de Grégoire Ier le Grand.
D'autres circonstances officielles voient l'usage de titres tels que Summus Pontifex, Sanctissimus Pater (Très Saint Père — cette formule est d'usage en France pour la correspondance adressée au pape), Beatissimus Pater, Sanctissimus Dominus Noster (Notre Très Saint Père), et à l'époque médiévale Domnus [et non Dominus] apostolicus (Seigneur apostolique).

### Titres et symboles

Armoiries du Saint-Siège. Celles de l'État de la Cité du Vatican sont identiques, mais la position des clés d'or et d'argent y est inversée.

Les « clefs de saint Pierre » qui figurent sur les armes pontificales sont un emblème héraldique dont la signification est symbolique et spirituelle, faisant référence à l'Évangile (Matthieu 16:18-19 : « Je te donnerai les clefs du Royaume des cieux »).

#### Titres
- Évêque du diocèse de Rome : Urbis episcopus.
- Vicaire de Jésus-Christ (Vicarius Christi) : l'appellation est attestée du temps de Gélase Ier, au synode romain du 13 mai 495[57]. Au IIe siècle, est également attesté le titre de « vicaire de Pierre », vite tombé dans l'oubli car ecclésiologiquement erroné : d'une part, le pape est le successeur, mais non l'intendant (vicaire) de Pierre ; il est même pleinement « Pierre » à son tour puisqu'il exerce la plénitude du ministère apostolique accordé à Pierre ; d'autre part, le pape rendra compte de ses actes au Christ seul, tout comme Pierre avant lui. C'est pourquoi le titre de « vicaire du Christ » s'est imposé au cours des siècles. Innocent III se proclame en 1214 aussi bien « vicaire du Christ » que « vicaire de Dieu », car la foi catholique déclare en Jésus-Christ Dieu lui-même fait homme[58].
- Successeur du prince des apôtres (Pierre) : Successor principis apostolorum.
- Chef suprême de l'Église : Pontifex maximus.
- Souverain pontife de l'Église : Pontifex maximus.
- Primat d'Italie : Primatus Italiae.
- Archevêque métropolite de la Province romaine : Archiepiscopus ac metropolitanus provinciae ecclesiasticae romanae.
- Souverain de l'État de la Cité du Vatican : Princeps sui iuris civitatis Vaticanae.
- Serviteur des serviteurs de Dieu : Servus servorum Dei.
- Patriarche d'Occident : Patriarcha Occidentis (titre abandonné par Benoît XVI en 2006[59]).

#### Paramentique et insignes
L'anneau du pêcheur, ou anneau piscatorial (en or), représente l'apôtre Pierre en pêcheur tirant son filet de poissons. Cet anneau est utilisé pour sceller les brefs, les constitutions, les décrets et les encycliques. Il est personnel à chaque pontife ; le cardinal camerlingue le brise solennellement immédiatement après la mort ou la renonciation du pape.
La férule crucifère (portant une croix) est un bâton liturgique réservé au pape, qui le tient dans sa main gauche.

#### Vestiaire

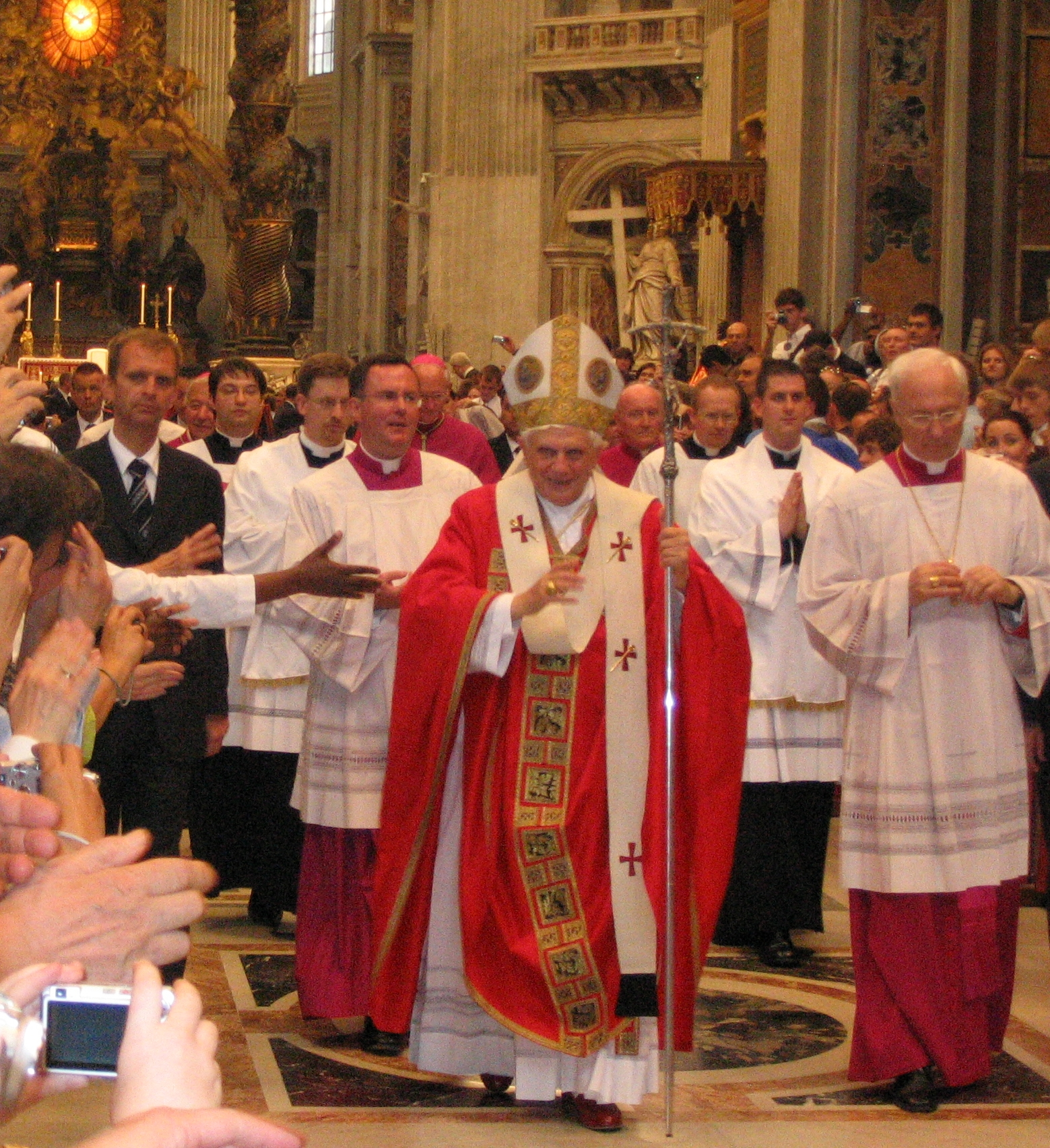
Benoît XVI portant la férule créée pour Paul VI.

L'analyse du vestiaire papal s'inscrit dans une logique des origines bibliques - le « Saint-Siège ayant une volonté assumée d’inscrire ses traditions vestimentaires dans une lignée antique et médiévale, de les ﬁxer dans quelque chose qui relève de l’éternel ».
Les couleurs rouge et blanc répondent elles aussi à des considérations historiques et symboliques : au Moyen Âge, la symbolique liturgique se façonne autour des trois couleurs rouge, blanche et noire, et inﬂuencera les pratiques vestimentaires nobiliaire et curiale pendant plus de mille ans. Cette association entre un rouge à la ﬁgure partagée en pouvoir et pêché, et un blanc historiquement rival du rouge, se retrouve dans les textes au début du XIIe siècle. Le rouge (pourpre romaine) du pouvoir, du prestige romains et de l'autorité rappelle la Passion du Christ, et le blanc devient un symbole de joie (les anges de la tradition juive sont vêtus de blanc) et de pureté christique (blanche est la robe de Jésus). Le concile de Trente (1545 à 1563) fixe définitivement les règles du vestiaire papal (et cardinalice).
Sous l'influence du protestantisme, le rouge - incarnation de l’opulence théâtrale du Saint-Siège - se retire progressivement du vestiaire papal.
Depuis 1798, les artisans-tailleurs de la maison Gammarelli sont les fournisseurs officiels du Vatican : ils habillent notamment les papes sur mesure.

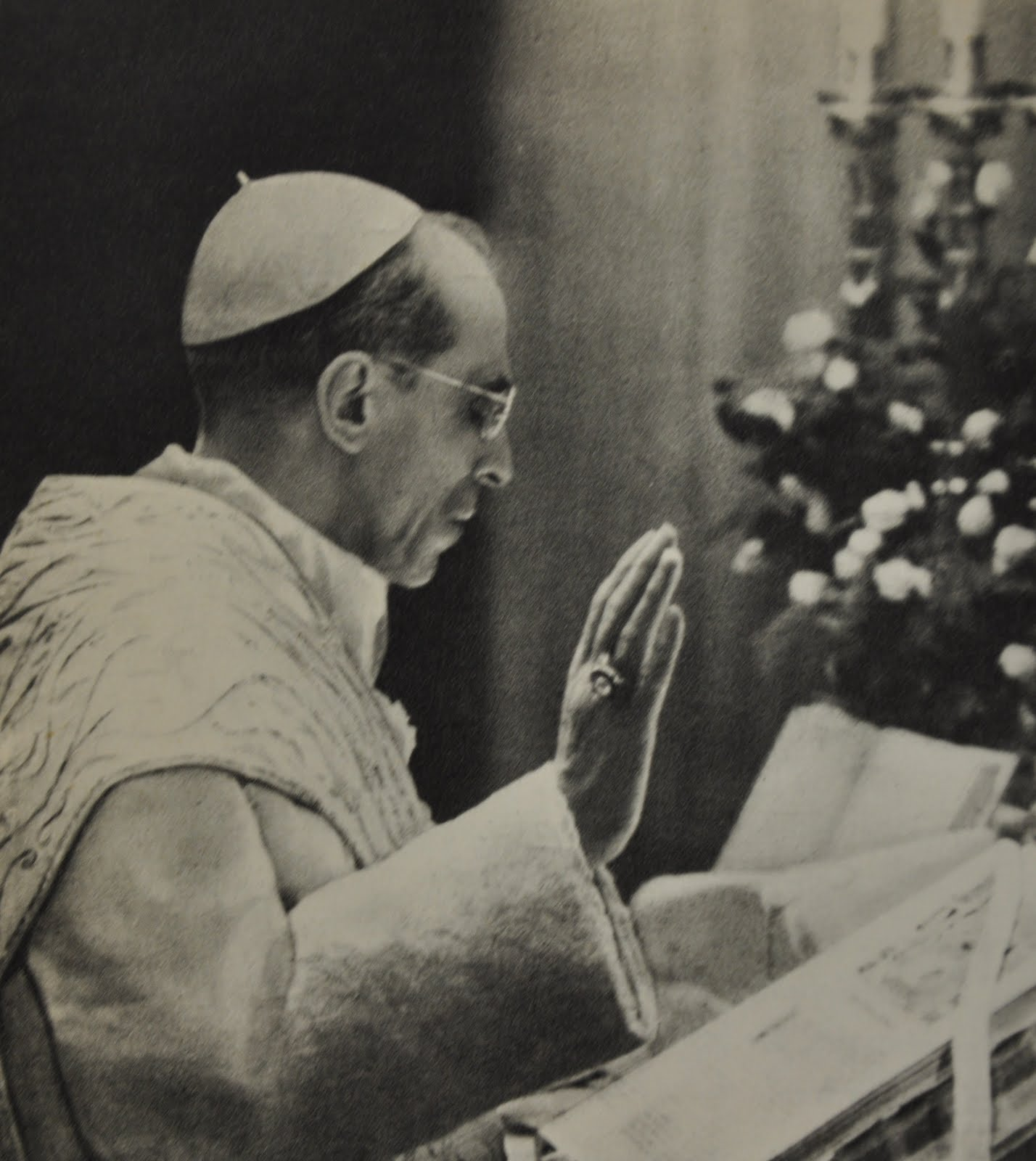
Pie XII portant une calotte blanche en célébrant la messe.

La soutane blanche est systématiquement portée depuis Pie V, qui l'adopta en hommage à l'habit blanc de l'ordre des Prêcheurs auquel il appartenait. Auparavant, le pape était traditionnellement vêtu de rouge, couleur du sang et du martyre de Jésus-Christ, mais aussi référence à la pourpre impériale romaine (voir supra).
Sur sa soutane blanche, le pape porte un camail blanc qui couvre les épaules et le haut des bras. Si de nombreux prêtres ou évêques, surtout dans les pays chauds, arborent une soutane blanche, mais d'une coupe et d'une teinte différentes de celle du pape, seul le souverain pontife peut être coiffé de la calotte blanche. La soutane est maintenue par une ceinture blanche moirée et frappée aux armes du pape sur chacun de ses deux pans.
À partir du concile de Trente en 1563, le pape est chaussé de mules (latin : mulleus) de cuir rouge à l'extérieur des résidences apostoliques et de pantoufles de velours rouges quand il se trouve à l'intérieur. Jusqu'à Benoît XV (1914-1922), celles-ci étaient ornées d'une croix tissée de fil d'or. Ses chaussettes en fil d'Écosse varient en couleurs selon les temps liturgiques : blanc, vert, rouge, fuchsia du cardinal, violet de pénitence, noir du vendredi saint…
Lors de certaines audiences le pontife revêt une mozette rouge, qui est un camail fermé sur la poitrine. Quand il reçoit un chef d'État catholique, une étole est ajoutée au-dessus de la mozette. Une fois par an, durant la semaine in albis (« semaine en blanc », c'est-à-dire l'octave de Pâques), il revêt une mozette blanche. Son manteau est une pèlerine rouge tombant jusqu'aux pieds. Le souverain pontife porte parfois un manteau de coupe classique et de couleur blanche à revers croisés.

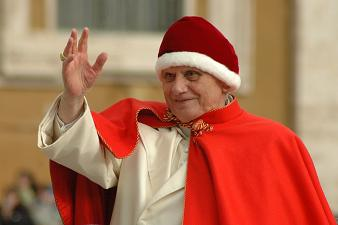
Benoît XVI arborant un camauro.

Son chapeau est rouge. Hors liturgie, le pape porte sur le crâne une calotte blanche (dite en latin : pileolus ; en italien : zucchetto qui signifie « petite citrouille ») composée de 8 segments de tissu cousus ensemble,.
Le camauro, bonnet de velours rouge bordé d'hermine qui couvrait les oreilles, n'est plus en usage depuis Clément XIV, au XVIIIe siècle, mais, jusqu'à Pie XII, on en coiffait les papes pendant leur exposition sur leur lit de mort, dans leur chambre personnelle, avant leur exposition solennelle en habits pontificaux dans la basilique Saint-Pierre. Jean XXIII et Benoît XVI ont épisodiquement porté le camauro.
Jusqu'à Paul VI, qui en abandonna l'usage, le statut pontifical possédait d'autres particularités, dont la tiare pontificale, et jusqu'à Jean-Paul II la sedia gestatoria, désormais remplacée par la papamobile.

## Funérailles
Les funérailles obéissent à des rituels et un protocole de deuil précis (constatation de la mort, rédaction de l'acte de décès par le camerlingue de la Sainte Église romaine, mise sous scellés de la chambre du défunt et de ses bureaux, soins d'embaumement, exposition du corps, etc.).